# Gian Nicola Berti
Gian Nicola Berti (ur. 9 sierpnia 1960) – sanmaryński strzelec, prawnik i polityk.

## Życiorys
W 1985 wystartował na igrzyskach małych państw Europy.
W 1987 zdobył złoty medal w trapie na igrzyskach małych państw Europy i srebrny na igrzyskach śródziemnomorskich z wynikiem 215 pkt (pierwszy medal San Marino w historii tej imprezy).
W 1988 wystąpił na igrzyskach olimpijskich, na których zajął 33. miejsce w trapie z 140 punktami.
W 1989 ponownie wziął udział w igrzyskach małych państw Europy.
Od 1988 pracował jako prawnik. 1 kwietnia 2016 objął funkcję jednego z dwóch kapitanów regentów San Marino.
Jego ojciec Gian Luigi i siostra Maria Luisa również byli kapitanami regentami San Marino. Żonaty, ma dwóch synów, z których Gian Marco zdobył srebrny medal olimpijski w 2020 w Tokio w konkurencji strzeleckiej trap mixt.